# Ksenia Sinitsyna
Ksenia Aleksejevna Sinitsyna (Russisch: Ксения Алексеевна Синицына) (Tver, 5 augustus 2004) is een Russisch kunstschaatsster. Op de Olympische Jeugdwinterspelen van 2020 won ze de zilveren medaille.

## Biografie
Ksenia Sinitsyna begon in 2008 met kunstschaatsen. In september 2018 debuteerde ze op internationaal niveau bij de junioren en in oktober 2021 bij de senioren. In 2020 nam Sinitsyna deel aan de Olympische Jeugdwinterspelen, waar ze de zilveren medaille behaalde achter You Young en voor haar landgenoot Anna Frolova. In het gemengde team won ze de gouden medaille.

## Persoonlijke records
Behaald tijdens ISU-wedstrijden. 
|                     | punten | toernooi        |
| ------------------- | ------ | --------------- |
| Hoogste totaalscore | 215.58 | 2019 JGP Italië |
| Hoogste korte kür   | 074.65 | 2019 JGP Italië |
| Hoogste lange kür   | 140.93 | 2019 JGP Italië |

## Belangrijke resultaten
| Kampioenschap            | 17/18 | 18/19 | 19/20    | 20/21         | 21/22         | 22/23         | 23/24         | 24/25         |
| ------------------------ | ----- | ----- | -------- | ------------- | ------------- | ------------- | ------------- | ------------- |
| Nationaal kampioenschap  |       |       | 5e       | t.z.t.        | 8e            | 8e            | Brons         | 10e           |
| Olympische Jeugdspelen   |       |       | · (team) | geen deelname | geen deelname | geen deelname | geen deelname | geen deelname |
| WK junioren              |       | 4e    |          | geen deelname | geen deelname | geen deelname | geen deelname | geen deelname |
| Junior Grand Prix-finale |       |       | 4e       | geen deelname | geen deelname | geen deelname | geen deelname | geen deelname |
| NK junioren              | 9e    | 4e    | 7e       | geen deelname | geen deelname | geen deelname | geen deelname | geen deelname |

t.z.t. = trok zich terug